# エドワード・ウォートリー・モンタギュー (外交官)

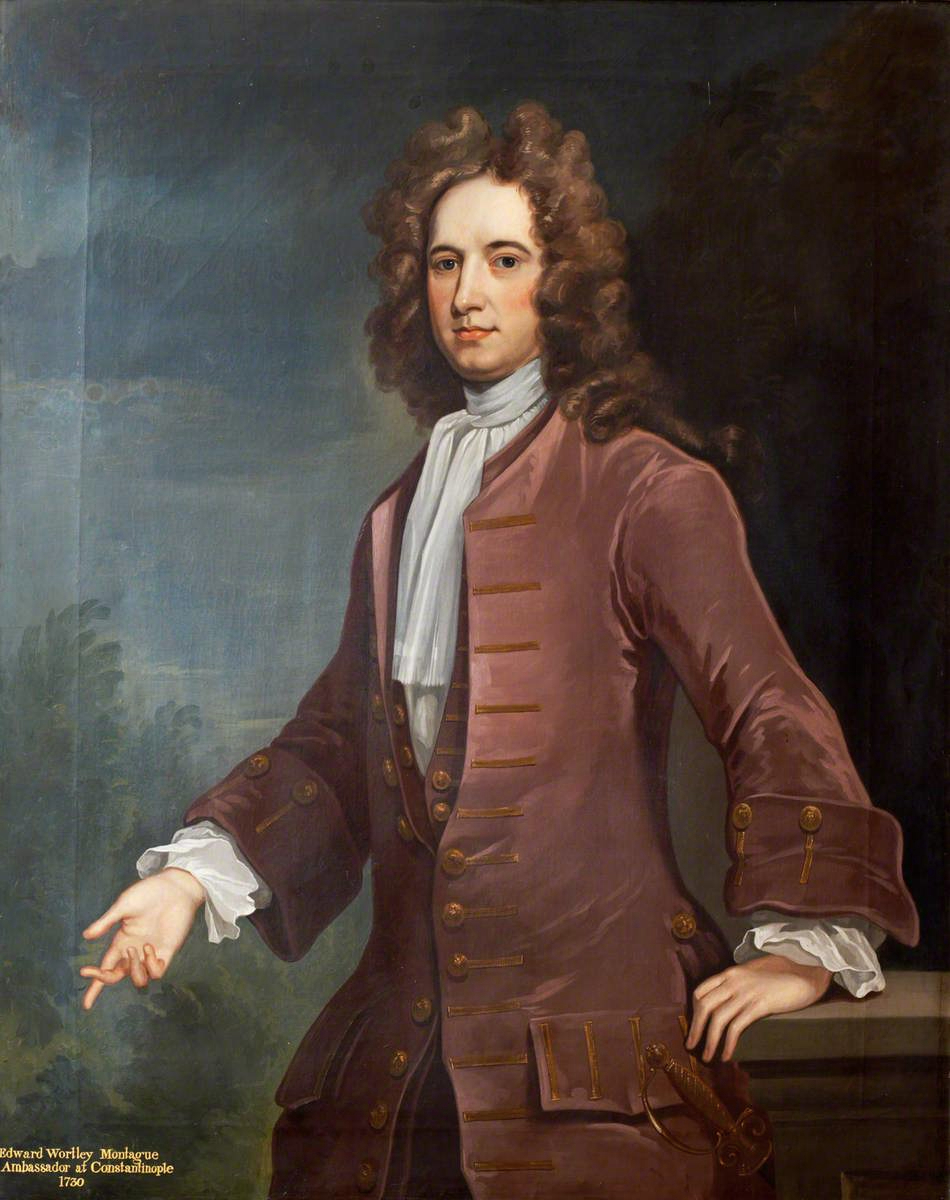
ジョン・ヴァンダーバンクによる肖像画、1730年。

エドワード・ウォートリー・モンタギュー（英語: Edward Wortley Montagu、1678年2月8日 – 1761年1月22日）は、イギリスの政治家、外交官。1716年から1718年まで在オスマン帝国イギリス大使を務め、庶民院議員を通算で54年間務めた。首相ロバート・ウォルポールには一貫して反対の立場だったが、ウォルポール内閣が崩壊した後は老齢により政界で活躍できなかった。妻は作家メアリー・ウォートリー・モンタギュー（旧姓ピアポント）であり、メアリーは1739年から1761年まで大陸ヨーロッパで過ごしたが、2人はその間も文通相手であり続けた。同名の息子エドワードの浪費癖に悩み、1755年にしたためた遺言状で135万ポンドに上る遺産のほとんどを娘メアリーに譲った。

## 生涯

### 生い立ち
シドニー・ウォートリー・モンタギュー閣下（1727年没、初代サンドウィッチ伯爵エドワード・モンタギューの息子）とアン・ニューコメン（Anne Newcomen、第2代準男爵サー・フランシス・ウォートリーの庶出の娘）の息子として、1678年2月8日に生まれた。ウェストミンスター・スクールで教育を受けた後、1693年にケンブリッジ大学トリニティ・カレッジとミドル・テンプルに入学、1699年にミドル・テンプルで弁護士資格免許を取得した。その後、1700年から1701年までグランドツアーに出てフランスとスイスを旅し、その道中で一時ジョゼフ・アディソンと同行したこともあって2人は長きにわたる友人関係を築いた。1706年、インナー・テンプルに入学した。

### アン女王の治世における議会活動と結婚
1705年イングランド総選挙でハンティンドン選挙区から出馬した。ハンティンドン選挙区はモンタギュー家の所領に近く、同家の支配下にあったが、このときは家長である第3代サンドウィッチ伯爵エドワード・モンタギューが精神疾患により主導権を握れず、トーリー党に属する伯爵夫人とホイッグ党に属するシドニー・ウォートリー・モンタギュー閣下（エドワード・ウォートリー・モンタギューの父）が政争で一進一退を繰り返していた。1705年の総選挙ではシドニーが息子エドワード・ウォートリー・モンタギューとジョン・ペッドリー（John Pedley）を、伯爵夫人が第4代準男爵サー・ジョン・コットンを推し、開票ではコットンとウォートリー・モンタギューがそれぞれ73票（得票数1位）で当選、ペッドリーが64票で落選した。ペッドリーがコットンに対し、コットンがウォートリー・モンタギューに対し選挙申し立てを提起し、審議では両側ともに有権者に賄賂を渡したことが明らかとなったが、1706年1月22日の採決では投票が政党の方針に基づきなされた結果ウォートリー・モンタギューとペッドリーの当選が宣告された。その後、ウォートリー・モンタギューは1708年イギリス総選挙と1710年イギリス総選挙において無投票で再選した。
議会では1705年10月の議長選挙で宮廷の支持するジョン・スミスに投票し、1707年2月28日に合同法案の賛成側の投票計算系を務め、1707年末にスコットランド枢密院の廃止に賛成するなど、ホイッグ党色が強かったが大蔵卿初代ゴドルフィン男爵シドニー・ゴドルフィンに常に賛成しているわけではなかった。ジャコバイト陰謀でもある1708年のフランスによるイギリス侵攻計画をめぐり同年3月11日に庶民院で可決された決議案で（名指しはしなかったものの）ロバート・ハーレーへのにらみを利かせる文言を追加させ、イギリス海軍をジャコバイトからの守備に動かしたことについて4月1日に庶民院を代表し、ロード・ハイ・アドミラルの王配ジョージへの感謝を述べた。1709年2月から3月にかけて、外国人プロテスタントの帰化法案を推進し、2月5日の演説でプロイセン王国がフランスからのユグノーを受け入れたことで潤ったという事例を紹介して支持を呼びかけ、3月7日に庶民院で可決させて法案を貴族院に回した。ヘンリー・サシェヴェレルの弾劾裁判（1710年）では1月25日の演説で「臣民の反抗を適法としつつ、国王の絶対君主化を容易にすることは、国王と国民の間の戦争という危機に国が常に晒されることを意味する」（to render it, at the same time, lawful for the subject to resist, and easy for a prince to become absolute, is bringing the nation into perpetual danger of war between the king and people）と批判したが、結局サシェヴェレルの弾劾には賛成した。ほかにも多くの私法案（private bills）に関わった。
私生活では1700年代より姉妹アンからメアリー・ピアポント（1689年 – 1761年、第5代キングストン＝アポン＝ハル伯爵エヴリン・ピアポントの長女）への手紙を代筆しており、1710年にアンが死去するとウォートリー・モンタギューは自らメアリーと文通するようになった。やがてウォートリー・モンタギューがメアリーに求愛するようになると、メアリーは友人にはなれるが恋仲になれるかはわからないと述べた。ウォートリー・モンタギューはさらにドーチェスター侯爵（キングストン＝アポン＝ハル伯爵が1706年に昇叙）に対しメアリーとの結婚を正式に申し込むに至ったが、一旦は拒否された。これによりウォートリー・モンタギューは1710年夏に国を出てネーデルラントを旅したが、10月20日までに帰国してジョゼフ・アディソンやジョナサン・スウィフトと食事した。

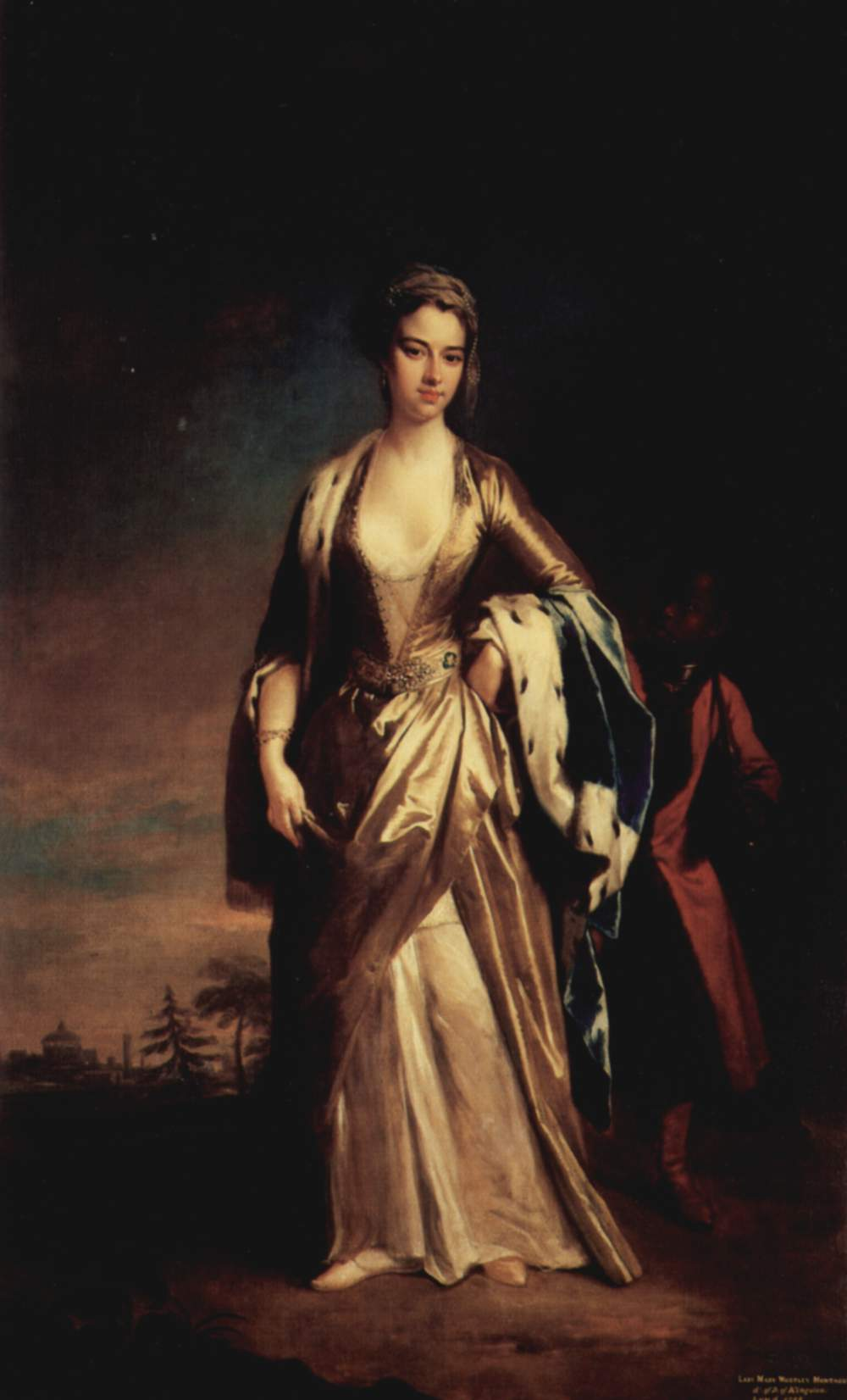
妻メアリーの肖像画。ジョナサン・リチャードソン（Jonathan Richardson）画、1725年。

1711年夏にも郊外で過ごしたが、スペイン継承戦争が終盤に差し掛かるという情勢では庶民院で講和に関する弁論が行われることは必至であり、ウォートリー・モンタギューは同年12月7日までにロンドンに戻って「スペインなくして講和なし」の動議に賛成、1712年1月24日に初代マールバラ公爵ジョン・チャーチルの問責決議案に反対した。同時期に侯爵がメアリーにクロットワーシー・スケッフィントン（後の第4代マッセリーン子爵）との結婚を迫ると、メアリーは一旦承諾するものの、実際にはウォートリー・モンタギューとの結婚を決意し、2人は1712年8月23日にソールズベリーで結婚した。この出来事について、ウォートリー・モンタギューは「レディを救った義侠の士」（the knight errant that has rescued the lady）と形容され、一方のメアリーも生涯を通して夫への感謝の気持ちを持ち続けた。2人は1男1女をもうけた。
- エドワード（1713年5月16日 – 1776年） - 作家、旅行家、庶民院議員
- メアリー（1718年1月19日 – 1794年） - 1736年、後に首相を務めることになる第3代ビュート伯爵ジョン・ステュアートと結婚、子供あり。初代マウント・ステュアート女男爵

1713年までホイッグ党の議員として活動したものの、1713年イギリス総選挙ではハンティンドン選挙区の議席を父に譲った。ウォートリー・モンタギューは代わりに第2代ペラム男爵トマス・ペラム＝ホリス（後の初代ニューカッスル公爵）の後援を受けてアルドバラ選挙区から出馬した。このとき、ペラム男爵は初代ニューカッスル公爵ジョン・ホリスの遺産をめぐり公爵夫人マーガレットに訴訟を起こされており、地盤が強固ではなかったため、ウォートリー・モンタギューが1713年夏をアルドバラで過ごしたにもかかわらず、マーガレットの推すジョン・ドーネイ閣下とポール・フォーリーに敗れている。落選の後、1714年にロンドンに戻り、リチャード・スティールの議会追放をめぐりスティールと文通した。

### ハノーヴァー朝最初期
1714年8月にアン女王が死去すると、ジョージ1世が即位してハノーヴァー朝が始まり、ウォートリー・モンタギューは親族の初代ハリファックス伯爵チャールズ・モンタギューの部下として下級大蔵卿（Lord of the Treasury）を務めることになり、同年の総選挙でウェストミンスター選挙区から出馬して無投票で当選した。
しかしハリファックス伯爵は同年5月に急死、さらに10月にロバート・ウォルポールが第一大蔵卿に就任すると、ウォートリー・モンタギューはウォルポールの就任に反対したこともあって下級大蔵卿を再任できなかった。妻メアリーは宮廷に頻繁に出入りして、王太子妃キャロラインとも親しかったが、ウォルポールの妻キャサリンとは敵対したという。メアリーは同年12月に天然痘を患ったものの無事回復している。

### 在オスマン帝国イギリス大使

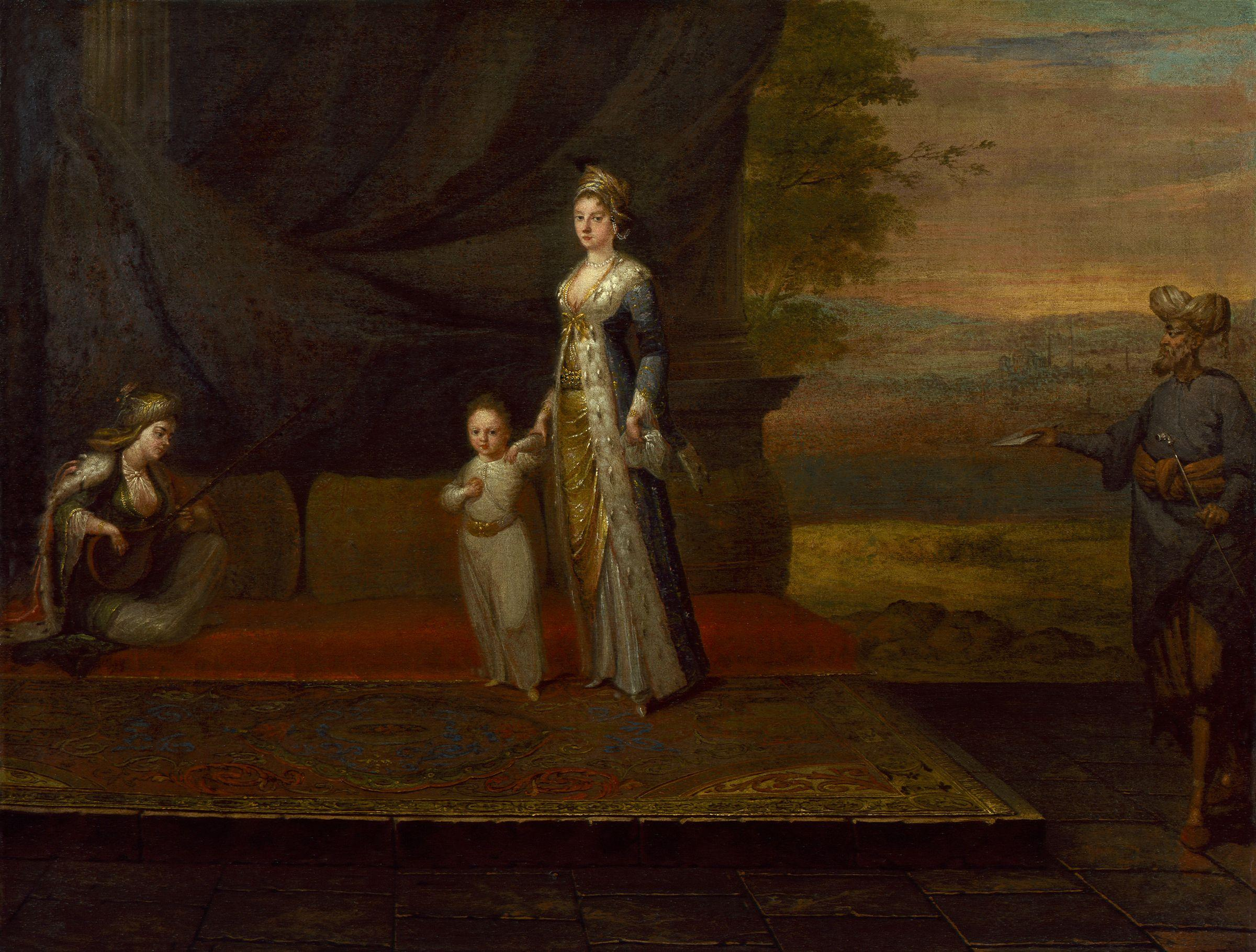
妻メアリーと息子エドワード。ジャン＝バティスト・ヴァン・ムール画、1717年頃。

1716年4月末か5月のはじめに在オスマン帝国イギリス大使に任命され、同年8月に妻とともにロンドンを発ち、12月に信任状を受けた。このときのオスマン帝国はハプスブルク帝国との墺土戦争を戦っている最中で、ペーターヴァルダインの戦いに敗れて不利になっているため、ウォートリー・モンタギューはハノーファーとウィーンでさらなる指令を受け取るよう命じられており、これにより2人は陸路で任地に向かい、その道中でセルビアに3週間滞在し、ペーターヴァルダインで雪の積もった兵士や軍馬の死体が横たわる様子を目にした。
ウォートリー・モンタギューは1717年3月24日にアドリアノープルに到着した後、墺土戦争の講和仲介を目指したものの、それが達成する前に本国での政権交代により召還され、1718年7月5日に妻とともにコンスタンティノープルを海路で発ち、ジェノヴァに到着した後アルプス山脈を越え、パリに滞在してミシシッピ計画への熱狂を目にした。帰国した後、ウォートリー・モンタギューはコヴェント・ガーデンとトゥイッケナムで邸宅を購入し、議会活動やヨークシャー政界での活動を主としたが、妻メアリーはウォートリー・モンタギューに同伴せず、子育てや著作活動に専念した。

### ウォルポール期の議会活動

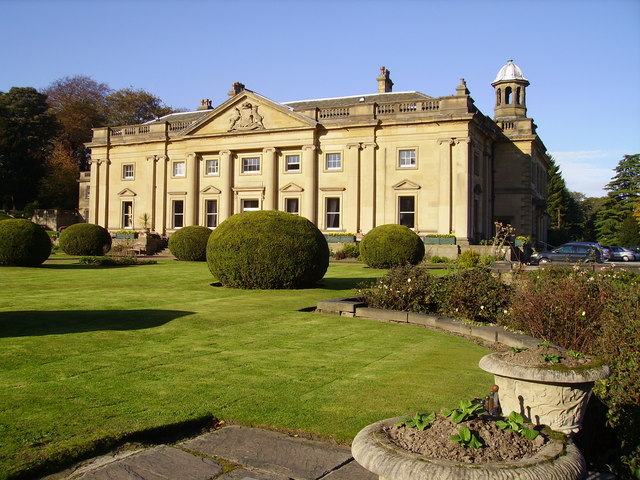
ウォートリー・モンタギューが1727年に父から継承したウォートリー・ホール、2006年撮影。

議会活動では1719年に貴族法案への反対演説をした上で反対票を投じ、1721年に南海泡沫事件の庶民院秘密調査委員会の委員に選出された。1722年イギリス総選挙でハンティンドン選挙区に鞍替えして無投票で当選、1727年イギリス総選挙でも無投票で再選した。以降もウォルポールへの敵対を続け、1730年にイギリス東インド会社の独占への反対請願に賛成し、1733年に消費税法案の（取り下げではなく）採決での否決に賛成、1741年にウォルポールへの不信任決議案に賛成した。
1727年に父が死去すると莫大な遺産を継承し、1731年から1734年までその1つであるウォートリー・ホールを改築した。
1734年イギリス総選挙でピーターバラ選挙区に鞍替えして319票（得票数2位）で再選した。ヨークシャー選挙区でもトーリー党の第4代準男爵サー・マイルズ・ステイプルトンと手を組んで立候補、ウォートリー・モンタギュー自身は得票数4位（5,898票）で落選したもののステイプルトンはトップ当選、与党派ホイッグ党の候補を引きずり降ろすという狙いは成功した。

### 晩年
ウォートリー・モンタギューは1741年、1747年、1754年とピーターバラ選挙区で再選を重ねた。また、ロバート・コーカーの遺領の多くを購入してデヴォンのボッシニー選挙区での影響力を得たものの、1747年の総選挙ではトマス・ピットへの手紙で「議会解散が予想より1年近く早いため、準備ができていない」と述べ、ボッシニー選挙区で重複立候補した。ウォートリー・モンタギューの手紙を受けてピットは2議席ともに指名しようとしたが、ウォートリー・モンタギューと公に敵対せずに彼を落選させることに失敗、結局ウォートリー・モンタギューとピットの指名するリチャード・ヒース（Richard Heath）が無投票で当選した。その後、ウォートリー・モンタギューはピーターバラ選挙区の代表として議員を務めることを選択し、ボッシニー選挙区の補欠選挙でウィリアム・オードを指名して無投票で当選させ、1752年7月には初代エッジカム男爵リチャード・エッジカムと合意して、将来の総選挙で1議席ずつ指名し、選挙活動の支出も折半するとした。
ウォルポール内閣が崩壊した後、ウォートリー・モンタギューは1746年にハノーファー兵への援助金に賛成したが、1747年以降は老齢により政界ではほとんど活動しなくなった。
私生活では妻が1739年7月に大陸ヨーロッパに向かい、ウォートリー・モンタギューが死去するまで帰国しなかったが、2人は文通を続け、借金の重ねた同名の息子エドワードの扱いについても議論した。ウォートリー・モンタギューは息子が借金取りから逃れられるようボッシニー選挙区の支配を息子に譲ったが、1755年には遺言状をしたため、約135万ポンドと概算される莫大な遺産のほとんどを息子ではなく娘のビュート伯爵夫人メアリーに譲り、息子には1,000ポンドの年金（妻メアリーの死後は2,000ポンドに増額）しか残さなかった。ただし、メアリーはこの遺言状が禍根を残すと危惧した。
邸宅のウォートリー・ホールについてはジャコモ・レオニを招聘して1742年から1746年まで2度目の改築を行い、さらにマシュー・ブレッティンガムを招聘して1757年から1761年まで3度目の改築を行った。
1761年1月22日に死去した。死後、メアリーの危惧したとおり、息子エドワードが「母を代表して」訴訟を起こし、老齢のメアリーは1762年初に帰国することを余儀なくされた。最終的にはエドワードが敗訴したものの、ビュート伯爵家はエドワードに多くの金銭、年8,000ポンドの収入を得られる領地を与えた上で庶民院での再選を確保した。